# معادلة تفاضلية جبرية
المعادلات التفاضلية الجبرية هي (مجموعة أو منظومة) معادلات تحتوي إلى جانب المعادلات التفاضلية على معادلات جبرية وتكون صيغتها العامة كما يلي:
{\displaystyle {\begin{array}{rcl}{\dot {x}}(t)&=&f(t,x(t),y(t))\\0&=&g(t,x(t),y(t))\end{array}}}
وهي صيغة كثيراً ما نجدها في المسائل المتعلقة بالميكانيكا مثلاً.

## وصلات خارجية
http://de.scientificcommons.org/1542734